# Wulong (Chongqing)
Wulong (chinesisch 武隆区, Pinyin Wǔlóng Qū) ist ein chinesischer Stadtbezirk der Regierungsunmittelbaren Stadt Chongqing. Er hat eine Fläche von 2.901,3 km². Der Stadtbezirk entstand 2016 aus dem vormaligen gleichnamigen Kreis Wulong. Bei Volkszählungen in den Jahren 2000 und 2010 wurden in Wulong 397.697 bzw. 351.038 Einwohner gezählt.
Die Karstlandschaft von Wulong steht als Teil der Karstlandschaften in Südchina seit 2007 auf der Liste des UNESCO-Welterbes.